# جام بورک داگلاس
جام بورک داگلاس (انگلیسی: Burke Cuppage؛ 1794 – 19 April 1877) فرد نظامی اهل پادشاهی بریتانیای کبیر بود. وی همچنین برندهٔ جوایزی همچون نشان حمام شده‌است.